# حزب بعث سوسیالیست عرب (لبنان)
حزب بعث سوسیالیست عرب که معمولاً به عنوان حزب بعث سوسیالیست عربی در لبنان  (عربی: حزب البعث العربي الاشتراكي في لبنان) شناخته می‌شود و به‌طور رسمی شعبه منطقه‌ای لبنان، یک حزب سیاسی است. این شاخه منطقه‌ای حزب بعث سوسیالیست عرب مستقر در دمشق است. رهبری آن از سال ۲۰۱۵ مورد مناقشه بوده است. با این حال، فایز شکر از سال ۲۰۰۶ تا ۲۰۱۵، زمانی که جانشین سیف‌الدین قاضی و جانشین عاصم قانسو شد، رهبر حزب بود.

## تاریخچه
شاخه لبنانی حزب جدا نشدنی بعث در سالهای ۱۹۴۹-۱۹۵۰ تشکیل شد. عاصم قانسو طولانی‌ترین دبیر (رهبر) حزب بعث لبنان است، ابتدا از سال ۱۹۷۱ تا ۱۹۸۹ و دوباره از سال ۲۰۰۰ تا ۲۰۰۵ این مسئولیت را برعهده داشته است.  در سال ۱۹۵۳ با حزب سوسیالیست عربی به رهبری اکرم حورانی ادغام شد و عنوان کنونی به تصویب رسید. یکی از دبیران کل آن عبدالله الامین بود که مقر آن در بیروت بود.

## رهبران حزب
- محمود بیدون (1966–1969)
- ماگالی نسروین (1969–1971)
- عاصم کانسو (1971–1989)
- عبدالله الامین (1989-1993)
- عبدالله چهال (1993-1996)
- سیف الدین قاضی (1996-2000)
- عاصم کانسو (2000–2005)
- سیف الدین قاضی (2005-2006)
- فایز شکر (2006–2015)
- عبدالمعین قاضی (2015–2016)
- سهیل قصار (2016)
- نعمان شلاق (2016–2021)
- علی حجازی (2021–اکنون)